# Jonny Clayton
Jonny Clayton (Llanelli, 4 ottobre 1974) è un giocatore di freccette gallese.
Soprannominato The Ferret, è detentore del Campionato del mondo PDC 2023 in coppia con Gerwyn Price rappresentando il Galles (torneo già vinto dalla stessa coppia nel 2020). Numero 9 del Ranking PDC, nel 2021 vinse i Ladbrokes Masters, il World Grand Prix e la Premier League Darts

## Palmarès

### PDC Majors
- Ladbrokes Masters: 1 (2021)
- Premier League Darts: 1 (2021)
- World Grand Prix of Darts: 1 (2021)

#### Nazionale
- Coppa del mondo PDC: 2 (2020, 2023)

Galles: in coppia con Gerwyn Price